# Cattedrale del Sacro Cuore (Wellington)
La cattedrale del Sacro Cuore (in inglese: Sacred Heart Cathedral, ufficialmente Cathedral of the Sacred Heart and of Saint Mary His Mother) è il principale luogo di culto cattolico della città di Wellington, in Nuova Zelanda, e sede vescovile dell'arcidiocesi di Wellington. La chiesa è conosciuta popolarmente come "Basilica" a causa del suo stile architettonico palladiano ed è stata elevata a cattedrale di Wellington nel 1984.